# Luger (företag)
För andra betydelser, se Luger (olika betydelser).
Luger är en svensk bokningsagentur i musikbranschen som även arrangerar festivaler och konserter. Företaget bildades 1991 i Sandviken men har sedan 1998 sitt säte i Stockholm. Luger ägs sedan 2008 av Live Nation Sweden.
Företaget arrangerar festivalerna Way Out West, Åre Sessions, Lollapalooza Stockholm (Live Nation) och samarrangerar Popaganda tillsammans med den ideella föreningen Popaganda. Tidigare har de även arrangerat Where The Action Is och Stockholm Music & Arts.